# 다비드 오스피나
다비드 오스피나 라미레스(스페인어: David Ospina Ramírez, 1988년 8월 31일 ~ )는 콜롬비아의 축구 선수이다. 포지션은 골키퍼이며 현재 콜롬비아 카테고리아 프리메라 A의 아틀레티코 나시오날 소속이다.

## 경력
- 2005년 FIFA 세계 청소년 축구 선수권 대회 국가대표
- 2007년 남미 U-20 축구 선수권 대회 국가대표
- 2014년 FIFA 월드컵 국가대표
- 2015년 코파 아메리카 국가대표
- 코파 아메리카 센테나리오 국가대표
- 2018년 FIFA 월드컵 국가대표

## 같이 보기
- A매치 100경기 이상 출전한 축구 선수 명단